# エピダウロス (ダルマチア)
エピダウロス（ギリシア語: Επίδαυρος）は、ダルマチア（現代のクロアチア、アドリア海沿岸）にあった古代ギリシアの植民地で、紀元前6世紀頃に建設されたとされる。町はローマ帝国支配時の紀元前228年にエピダウリュウム（Epidaurum）に名称が変わった。ユリウス・カエサルとポンペイウスのローマ内戦時、小オクタウィア（M. Octavius）の軍によって包囲されたが、到着した執政官プブリウス・ヴァティニウス（Publius Vatinius）により守られた。
7世紀、アヴァールやスラヴ人によって都市は破壊された。エピダウロスからの難民は現代のドゥブロヴニクに含まれるラウス（ラグーサ）に逃れている。中世、ツァヴタット（Cavtat）またはラグーサ・ヴェッキーア（Ragusa-Vecchia）と呼ばれる町が同じ地域に建設された。アウグストゥス治世時の執政官P・コーネリウス・ドラベッラ（P. Cornelius Dolabella）の墓とイリュリクム
（Illyricum）の行政官のローマの碑文が遺跡の中から発見され、水路の跡なども残されている 。イリュリア人たちはザプタル（Zaptal）と呼んでいた。エピダウロスはギリシャの世界遺産エピダウロスやラコニア県のエピダヴロス・リミラ州などにその名が見られる。